# Svenska Konståkningsförbundet
Svenska Konståkningsförbundet är ett specialidrottsförbund för konståkning, bildat 1945 och invalt i Riksidrottsförbundet samma år. Förbundets kansli ligger i Idrottens hus i Stockholm.
Konståkningen har funnits i organiserad form i Sverige sedan 1883, då Stockholms ASK bildades. Idag har förbundet cirka 14 000 medlemmar varav 10 000 är aktiva. De flesta aktiva medlemmarna är i åldern 7–30 år. 
Före 1945 hade Svenska Skridskoförbundet hand om konståkningen i Sverige.